# Такаока, Тосинари
Тосинари Такаока (高岡 寿成) — японский легкоатлет, специализировавшийся в беге на длинные дистанции. Победитель Азиатских игр 1994 года на дистанциях 5000 и 10 000 метров. Выступал на Олимпийских играх 1996 года в беге на 5000 метров, но не смог выйти в финал. На Олимпиаде 2000 года бежал дистанции 5000 метров, на которой занял 15-е место, а также дистанцию 10 000 метров, где занял 7-е место с результатом 27.40,44. Действующий рекордсмен Японии на дистанциях 3000 метров — 7.41,87, 10 000 метров — 27.35,09, и в марафоне — 2:06.16 — это результат также является рекордом Азии.

## Достижения
- 3-е место на Фукуокском марафоне 2001 года — 2:09.41
- 3-е место на Чикагском марафоне 2002 года — 2:06.16 — AR, NR
- 3-е место на Фукуокском марафоне 2003 года — 2:07.59
- 3-е место на Чикагском марафоне 2004 года — 2:07.50
- Победитель Токийского марафона 2005 года — 2:07.41
- 2-е место на Токийском марафоне 2006 года — 2:09.31